# Moléson
De Moléson is een berg in het Zwitserse kanton Fribourg. De berg ligt op acht kilometer van de plaats Bulle en niet ver weg van Gruyères. De top van de berg ligt op 2002 meter.
In een oorkonde werd de berg rond het jaar 1000 als Moleisum vermeld. Van latere datum zijn nog de volgende namen bekend: Moleisun (1228), Moleyson (1237) en Moleson (1238).
De top van de berg kan bereikt worden met een kabeltrein, startend in het vakantiedorpje Moléson-Village, en vervolgens met een kabelbaan vanaf een tussenstation. Boven op de berg staat een restaurant (op 1950 m), met een uitzicht over de Alpen en de Zwitserse Hoogvlakte. De top is op minder dan drie minuten van het restaurant te bereiken. In het restaurant bevindt zich een observatorium, dat vooral gebruikt wordt door amateur-astronomen.
In de zomer kan het gebied op en rondom de Moléson gebruikt worden voor bergwandelingen en in de winter kan men hier skiën en snowboarden.

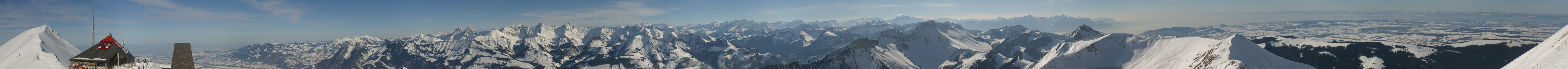
Panorama van Moléson